# Himalcoelotes
Genre
Himalcoelotes est un genre d'araignées aranéomorphes de la famille des Agelenidae.

## Distribution
Les espèces de ce genre se rencontrent au Népal, en Chine et au Bhoutan.

## Liste des espèces
Selon World Spider Catalog (version 17.0, 01/06/2016) :
- Himalcoelotes aequoreus Wang, 2002
- Himalcoelotes brignolii Wang, 2002
- Himalcoelotes bursarius Wang, 2002
- Himalcoelotes diatropos Wang, 2002
- Himalcoelotes gyirongensis (Hu & Li, 1987)
- Himalcoelotes martensi Wang, 2002
- Himalcoelotes pirum Wang, 2002
- Himalcoelotes sherpa (Brignoli, 1976)
- Himalcoelotes subsherpa Wang, 2002
- Himalcoelotes syntomos Wang, 2002
- Himalcoelotes tortuous Zhang & Zhu, 2010
- Himalcoelotes xizangensis (Hu, 1992)
- Himalcoelotes zhamensis Zhang & Zhu, 2010

## Publication originale
- Wang, 2002 : A generic-level revision of the spider subfamily Coelotinae (Araneae, Amaurobiidae). Bulletin of the American Museum of Natural History, no 269, p. 1-150 (texte intégral).